# Vụ va chạm trên không trung tại làng Charkhi Dadri năm 1996
Vào ngày 12 tháng 11 năm 1996, một chiếc Boeing 747 trên đường từ Delhi đến Dhahran và một chiếc Ilyushin Il-76 trên đường từ Chimkent đến Delhi đã xảy va chạm và rơi xuống khu  làng Charkhi Dadri. Vụ tai nạn đã giết chết tất cả 349 người trên cả hai máy bay, khiến nó trở thành vụ va chạm giữa không trung nguy hiểm nhất thế giới và vụ tai nạn hàng không gây chết người nhất xảy ra ở Ấn Độ.

## Máy bay liên quan
Chuyến bay 763 của hãng hàng không Saudi Arabian
Chuyến bay 763 của Saudi Arabian Airlines là một chiếc Boeing 747 - 168B , đăng ký HZ-AIH, khởi hành từ Delhi như một phần của dịch vụ hành khách quốc tế theo lịch trình Delhi – Dhahran – Jeddah với 312 người trên máy bay.  Phi hành đoàn trên chuyến bay này bao gồm Cơ trưởng Khalid al-Shubaily (44 tuổi), Cơ phó Nazir Khan (37 tuổi) và Kỹ sư chuyến bay Ahmed Edrees (33 tuổi). Al-Shubaily là một phi công kỳ cựu với 9.837 giờ bay. 
Có một số tranh chấp về quốc tịch của hành khách trên Chuyến bay 763. Theo một bài báo được công bố vào ngày 14 tháng 11 năm 1996, 215 người Ấn Độ, nhiều người trong số họ làm việc tại Ả Rập Xê Út với tư cách là công nhân lao động chân tay , đã lên chuyến bay, cùng với 40 người Nepal và ba người Mỹ.  Tuy nhiên, theo một bài báo khác, danh sách hành khách bao gồm 17 người có quốc tịch khác, bao gồm chín người Nepal, ba người Pakistan, hai người Mỹ, một người Bangladesh, một người Anh và một người Ả Rập Xê Út.  Mười hai thành viên phi hành đoàn, bao gồm năm quan chức chống khủng bố, là công dân Ả Rập Xê Út. 

### Chuyến bay 1907 của hãng hàng không Kazakhstan
Chuyến bay 1907 của Kazakhstan Airlines , một chiếc Ilyushin Il-76TD với số đăng ký UN-76435 đang trong chuyến bay thuê bao từ Sân bay Chimkent đến Delhi. Phi hành đoàn gồm có Cơ trưởng Alexander Robertovich Cherepanov (44 tuổi), Cơ phó Ermek Kozhahmetovich Dzhangirov (37 tuổi), Kỹ sư chuyến bay Alexander Alexanderovich Chuprov (50 tuổi), Hoa tiêu Zhahanbek Duisenovich Aripbaev (51 tuổi) và Nhân viên vô tuyến điện Egor Alekseevich Repp (41 tuổi).  Cherepanov là người có nhiều kinh nghiệm, với 9.229 giờ bay. 
Một công ty từ Kyrgyzstan đã thuê chuyến bay và danh sách hành khách chủ yếu bao gồm công dân Kyrgyzstan gốc Nga có kế hoạch đi mua sắm ở  Ấn Độ.  Mười ba thương nhân Kyrgyzstan đã lên chuyến bay
Chuyến bay SVA 763 khởi hành từ Delhi lúc 18:32 giờ địa phương (13:02 UTC). Chuyến bay KZA 1907 đang hạ độ cao đồng thời để hạ cánh tại Delhi.  Cả hai chuyến bay đều được kiểm soát bởi bộ phận kiểm soát tiếp cận VK Dutta.  Ngay sau khi cất cánh, chuyến bay SVA được phép hạ độ cao ban đầu là 10.000 feet (3.050 m). Lúc 18:34, Dutta cho phép máy bay KZA hạ độ cao xuống 15.000 feet (4.550 m) khi máy bay cách đèn hiệu của sân bay đích 74 hải lý (137 km). Hai phút sau, lúc 18:36, Dutta cho phép máy bay SVA, đang bay trên cùng đường hàng không nhưng theo hướng ngược lại, để bay lên độ cao 14.000 feet (4.250 m). Lúc 18:38, phi hành đoàn SVA báo cáo đã đạt đến độ cao 14.000 feet và yêu cầu độ cao cao hơn. Dutta bảo họ giữ nguyên độ cao và chờ, và Sĩ quan thứ nhất Khan trả lời, "Saudi 763 sẽ duy trì một bốn không." 

## Tai nạn
Lúc 18:39, chuyến bay KZA báo cáo đã đạt đến độ cao được chỉ định là 15.000 feet, nhưng thực tế là nó cao hơn, ở mức 16.348 feet (5.000 m), và vẫn đang hạ độ cao.  Vào thời điểm này, Dutta thông báo cho chuyến bay, "Đã xác định được luồng không lưu 12 giờ, ngược chiều, máy bay Boeing 747 của Saudia cách mười dặm, có khả năng sẽ băng qua trong năm dặm nữa. Báo cáo, nếu nhìn thấy."  Nhân viên vô tuyến Repp yêu cầu làm rõ, Dutta trả lời, "Luồng không lưu... ở mức tám dặm, mực nước 140."  Repp xác nhận bản cập nhật và ký tên, "Bây giờ đang tìm 1907." 
Chưa đầy một phút sau, lúc 18:40, phi hành đoàn của một chuyến bay chở hàng của Không quân Hoa Kỳ đã thực hiện một cuộc gọi vô tuyến nói rằng họ đã nhìn thấy "một vụ nổ lớn" ở vị trí hai giờ của họ.  Dutta đã cố gắng liên lạc với các chuyến bay SVA và KZA, nhưng không nhận được phản hồi. Hai máy bay đã va chạm, với cánh trái của chuyến bay KZA cắt qua cánh trái của SVA 747 trong khi bộ ổn định ngang bên trái của 747 cắt đứt bộ ổn định dọc (bao gồm cả bộ ổn định ngang) của chuyến bay KZA.  Chiếc Boeing của Saudi bị tê liệt nhanh chóng mất kiểm soát và lao xuống theo hình xoắn ốc nhanh chóng với ngọn lửa kéo dài từ cánh, và vỡ tan giữa không trung trước khi đâm xuống đất với tốc độ gần như siêu thanh là 1.135 km/h (613 kn; 705 mph). Với hầu hết cánh trái và bộ ổn định thẳng đứng bị mất, chiếc Ilyushin đã quay tròn và đâm vào một cánh đồng ở tư thế bằng phẳng gần xác máy bay Saudia. Tất cả 312 người trên chuyến bay SVA763 và tất cả 37 người trên chuyến bay KZA1907 đều thiệt mạng. 
Máy ghi âm của máy bay Ả Rập Saudi cho thấy các phi công đã đọc kinh Istighfar (lời cầu nguyện tha thứ) của đạo Hồi và đọc Shahada trước khi va chạm với mặt đất. 
Vụ va chạm xảy ra cách Delhi khoảng 100 km (60 dặm) về phía tây.  Mảnh vỡ của máy bay Saudi Arabian hạ cánh gần làng Dhani, Quận Bhiwani , Haryana. Mảnh vỡ của máy bay Kazakhstan rơi xuống đất gần làng Birohar , Quận Rohtak , Haryana.

## Điều tra và báo cáo cuối cùng
Vụ tai nạn được Ủy ban Lahoti điều tra, do thẩm phán Tòa án tối cao Delhi khi đó là Ramesh Chandra Lahoti đứng đầu . Các lời khai được lấy từ Hiệp hội kiểm soát không lưu và hai hãng hàng không. Các máy ghi dữ liệu chuyến bay (FDR) đã được Kazakhstan Airlines và Saudia giải mã dưới sự giám sát của các nhà điều tra vụ tai nạn máy bay tại Moscow và Farnborough , Anh.  Nguyên nhân cuối cùng được xác định là do phi công của Chuyến bay 1907 của Kazakhstan Airlines không tuân theo hướng dẫn của ATC, có thể là do nhiễu động mây hoặc do sự cố liên lạc. 
Ủy ban xác định rằng vụ tai nạn là do lỗi của phi hành đoàn Il-76 của Kazakhstan, những người (theo bằng chứng của FDR) đã hạ độ cao từ 15.000 xuống 14.500 feet (4.550 đến 4.400 m) và sau đó là 14.000 feet (4.250 m) và thậm chí thấp hơn. Báo cáo quy kết nguyên nhân của vi phạm nghiêm trọng này trong quy trình vận hành là do phi công máy bay Kazakhstan không có kỹ năng tiếng Anh; họ hoàn toàn dựa vào Radio Operator Repp để liên lạc với ATC. Một phần của báo cáo này cho rằng Sĩ quan thứ nhất Dzhangirov (và có thể là Cơ trưởng Cherepanov) có thể đã hiểu nhầm cuộc gọi vô tuyến cuối cùng của Dutta và cho rằng độ cao của chiếc 747 của Saudi (14.000 feet) là độ cao được chỉ định của riêng họ.  Các nhân viên kiểm soát không lưu Ấn Độ cũng phàn nàn rằng các phi công Kazakhstan đôi khi nhầm lẫn các phép tính của họ vì họ quen sử dụng độ cao mét và khoảng cách kilômét, trong khi hầu hết các quốc gia khác sử dụng feet và hải lý tương ứng cho việc định hướng trên không.  Mặc dù phi hành đoàn trong vụ va chạm cụ thể này dường như không mắc lỗi tính toán, nhưng Kazakhstan Airlines không có đủ máy đo độ cao có dấu chân cho tất cả các thành viên phi hành đoàn. Repp không có thiết bị đo lường bay riêng và phải nhìn qua vai các phi công để đọc, điều này có thể hạn chế nhận thức về tình huống của chính ông. 
Các quan chức Kazakhstan thấy sự hiểu lầm như vậy là không hợp lý, vì hồ sơ của họ cho thấy Dzhangirov đủ thông thạo để dạy tiếng Anh cho các phi công Kazakhstan khác vào thời điểm đó. Thay vào đó, họ kết luận - từ hồ sơ dữ liệu chuyến bay gây hiểu lầm của máy bay Kazakhstan - rằng máy bay đã hạ độ cao trong khi các phi công của họ đang chiến đấu với nhiễu động bên trong một đám mây tích .  Các báo cáo khí tượng,  các bản tuyên thệ của phi hành đoàn Lockheed C-141B Starlifter đã quan sát vụ tai nạn,  và phân tích kết luận của các nhà điều tra - cho thấy hồ sơ dữ liệu chuyến bay cụ thể mà các quan chức Kazakhstan tập trung vào chỉ chứng minh rằng hồ sơ dựa trên thiết bị ghi âm bị lỗi trên máy bay   - đã bác bỏ lý thuyết của Kazakhstan rằng nhiễu động là nguyên nhân.
Tuy nhiên, bất kể các thành viên phi hành đoàn có hiểu đầy đủ các thông tin truyền qua vô tuyến hay bị phân tâm bởi các điều kiện khí quyển hay không, thì phi hành đoàn gồm năm người này vẫn đủ lớn để có thể duy trì nhận thức chung về tình hình và phối hợp hành động của phi hành đoàn.
Chỉ vài giây trước khi va chạm, Repp đã nhận ra rằng các phi công đang bay dưới độ cao yêu cầu là 15.000 feet và đã báo cho họ biết. Cherepanov ra lệnh tăng hết ga, và máy bay đã tăng độ cao, chỉ để đâm vào máy bay Saudi Arabia đang lao tới. Đuôi máy bay Kazakhstan đã cắt vào cánh trái của máy bay phản lực Saudi Arabia, cắt đứt cả hai bộ phận khỏi máy bay tương ứng của họ.
Hơn nữa, cuộc điều tra lưu ý rằng Sân bay quốc tế Indira Gandhi không có radar giám sát thứ cấp , cung cấp thông tin bổ sung, chẳng hạn như nhận dạng và độ cao của máy bay, bằng cách đọc tín hiệu máy đáp ; thay vào đó, sân bay có một radar chính , cung cấp thông tin về khoảng cách và hướng, nhưng không phải độ cao. Ngoài ra, cả chuyến khởi hành và chuyến đến đều chia sẻ một hành lang duy nhất trong không phận dân sự xung quanh New Delhi. Trong khi hầu hết các khu vực đều có hành lang riêng: một hành lang cho chuyến khởi hành và một hành lang khác cho chuyến đến, không phận Delhi vào năm 1996 chỉ có một hành lang dân sự cho cả chuyến khởi hành và chuyến đến, vì phần lớn không phận đã bị Không quân Ấn Độ chiếm giữ . 
Do vụ tai nạn, báo cáo điều tra tai nạn hàng không đã khuyến nghị thay đổi các thủ tục không lưu và cơ sở hạ tầng trong không phận New Delhi: 
- Phân tách máy bay đến và đi thông qua việc tạo ra 'hành lang hàng không'
- Lắp đặt radar kiểm soát không lưu thứ cấp để thu thập dữ liệu độ cao của máy bay
- Thiết bị tránh va chạm bắt buộc trên máy bay thương mại hoạt động trong không phận Ấn Độ
- Thu hẹp không phận trên New Delhi vốn trước đây nằm dưới sự kiểm soát độc quyền của Không quân Ấn Độ

## Hậu quả
Tổng cục Hàng không Dân dụng sau đó đã bắt buộc tất cả các máy bay bay vào và ra khỏi Ấn Độ phải được trang bị hệ thống tránh va chạm trên không . Điều này đã thiết lập tiền lệ trên toàn thế giới về việc bắt buộc sử dụng hệ thống tránh va chạm giao thông . 
Tính đến năm 2021 , chính quyền quận Charkhi Dadri đang nỗ lực xây dựng một đài tưởng niệm vinh danh các nạn nhân của vụ va chạm trên không. Đài tưởng niệm được đề xuất, bao gồm tên và thông tin khác của các nạn nhân, sẽ được đặt tại một công viên tưởng niệm sắp được xây dựng trong quận. Tuy nhiên, chính quyền quận đang chờ chính quyền Haryana chấp thuận dự án và có kế hoạch đưa Bộ Hàng không Dân dụng Ấn Độ , Cục Hàng không Ấn Độ và các đại sứ quán của Ả Rập Xê Út và Kazakhstan vào quá trình xây dựng đài tưởng niệm.